# سجلات نارنيا (سلسلة أفلام)
سجلات نارنيا (بالإنجليزية: The Chronicles of Narnia) هي سلسلة أفلام خيال، مقتبسة من سلسلة الروايات سجلات نارنيا. وثمة ثلاثة أجزاء سجلات نارنيا: الأسد، الساحرة وخزانة الملابس (2005)، سجلات نارنيا: الأمير قزوين (2008) سجلات نارنيا: رحلة سفينة داون تريدر (2010)، سجلات نارنيا: الكرسي الفضي

## نبذة قصيرة
تدور سلسلة أفلام سجلات نارنيا حول مغامرات أطفال أشقاء في عالم نارنيا، مسترشدين بـأسلان، الحكيم والقوي والملك الحقيقي لـنارنيا. ومع خصمهم البارز الساحرة البيضاء.